# Harald Othmar Lenz
Harald Othmar Lenz ( 1798 - 1870 ) fue un zoólogo, botánico, y micólogo alemán.

## Algunas publicaciones

### Libros
- 1831. Naturgeschichte der Säugetiere (Historia Natural de los Mamíferos). 324 pp.
- 1836. Gemeinnützige Naturgeschichte (Historia natural sin fines de lucro). Ed. Beckersche Buchhandlung
- 1836. Amphibien, Fische, Weichthiere, Kerbthiere, Pflanzenthiere: mit 6 Taf (Anfibios, peces, moluscos, articulados, Plantas: 6 Taf,). Ed. Becker. 530 pp.
- 1839. Die Kryptogamen.- mineralreich (Las criptógamas.- ricas en minerales). Volumen 4, Parte 2 de Gemeinnützige Naturgeschichte. Ed. Becker. 306 pp.
- 1840. Die nützlichen und schädlichen Schwämme: nebst einem Anhange über die islandische Flechte (Las esponjas útiles y perjudiciales, junto con un apéndice sobre el liquen de Islandia). Ed. Becker. 140 pp. 4ª ed. de 1848
- 1848. Die Löthrohrschule. Ed. Becker. 108 pp.leer
- Die Natzlichen Und Schadlichen Schwamme (Líquenes y Esponjas Nocivas)
- 1851. Gemeinnützige Naturgeschichte: Säugethiere (Historia natural sin fines de lucro: Mamíferos), 3ª ed. volumen 1. Ed. Becker. 717 pp.leer
- 1856. Zoologie der alten Griechen und Römer (Zoología de los antiguos griegos y romanos). Ed. Becker'sche Buchhandlung. 656 pp.leer
- harald othmar Lenz, mendele mokher Sefarim. 1862. Toldot ha-ṭevaʻ: Baʻale ḥayim ha-yenaḳim. Ed. Bi-defus K.Ṿ. Fallroṭh.leer
- 1870. Schlangen Und Schlangenfeinde (Serpientes venenosas). 300 pp. ISBN 1-146-61826-3
- 1875. Die Vögel (Las Aves). Volumen 2 de Gemeinnützige Naturgeschichte. 641 pp.
- harald othmar Lenz, otto Burbach. 1878. Die Reptilien, Amphibien, Fische und wirbellosen Thiere (Los reptiles, anfibios, peces e invertebrados). 5ª Ed. E.F. Thienemann. 688 pp.
- 1879. Prof. Dr. Harald O. Lenz' Nützliche, schädliche und verdächtige Schwämme (Prof. Dr. Harald O., esponjas útiles, perjudiciales y sospechosas). Ed. Thienemann. 223 pp.
- 1881. Das Pflanzenreich (El Reino vegetal). 5.ª ed. Thienemann. 655 pp.

## Honores

### Epónimos
- Lenzites R.E.Fr. 1935

- (Malvaceae × Chiranthomontodendron lenzii Dorr[1]
- (Sterculiaceae  × Chiranthofremontia lenzii Henrickson[2][3]

- La abreviatura «Lenz» se emplea para indicar a Harald Othmar Lenz como autoridad en la descripción y clasificación científica de los vegetales.[4]